# Exiliboa placata
Exiliboa placata är en kräldjursart som upptäcktes och beskrevs av den amerikanske herpetologen Charles Mitchill Bogert 1968. Exiliboa placata är en orm som är ensam i släktet Exiliboa som ingår i familjen boaormar. IUCN kategoriserar arten globalt som sårbar. Inga underarter finns listade i Catalogue of Life.
Ormen är nästan helt svart. Bara i ansiktet finns ljusare ställen.

## Utbredning
E. placata är en art som är endemisk för södra Mexiko i delstaten Oaxaca. Den lever där i kyliga molnskogar.